# Paul Verhoeven
|  | No s'ha de confondre amb Paul Verhoeven (director de cinema alemany). |

Paul Verhoeven (Amsterdam, 18 de juliol de 1938) és un director de cinema, guionista, i productor de cinema neerlandès.
Ha rodat tant als Països Baixos com als Estats Units. El contingut explícitament violent i sexual són característic de les seves pel·lícules tant dramàtiques com de ciència-ficció. És sobretot conegut per la direcció de RoboCop (1987), Desafiament total (1990), Instint bàsic (1992), Starship Troopers: Les brigades de l'espai (1997), i per la seva darrera El llibre negre (2006).
El 1973, Delícies turques rebia el premi a la millor pel·lícula holandesa del segle, i les seves pel·lícules han rebut un total de 9 nominacions a l'Oscar, principalment per a edició i efectes especials.

## Filmografia
Filmografa:
- Business Is Business (1971)
- Delícies turques (1973)
- Una noia anomenada Katy Tippel (1975)
- Soldaat van Oranje (1977), amb Belinda Meuldijk en el paper d'Esther
- All Things Pass (1979) (per la televisió)
- Spetters (1980)
- The Fourth Man (1983)
- Els senyors de l'acer (1985)
- RoboCop (1987)
- Desafiament total (1990)
- Instint bàsic (1992)
- Showgirls (1995)
- Starship Troopers: Les brigades de l'espai (1997)
- L'home sense ombra (2000)
- El llibre negre (2006)
- The Winter Queen (2010)
- Elle (2016)
- Benedetta (2021)

## Premis i nominacions
Premis
- 1983 Premi Internacional de la crítica al Festival Internacional de Cinema de Toronto per De vierde man
- 1987: Millor director al Festival de Sitges per Robocop
- 2006: Gran Premi honorari al Festival de Sitges
- 2006 Premi internacional al Cinema Jove al festival de Venècia per Zwartboek

Nominacions
- 1987: Millor pel·lícula al Festival de Sitges per Robocop
- 1992: Palma d'Or al Festival de Canes per Instint bàsic
- 2007: BAFTA a la millor pel·lícula estrangera per Zwartboek
- 2007: Lleó d'Argent per Zwartboek